# نصرآباد (سواروپکاتی) اپازیلا
نصرآباد (به لاتین: Nesarabad) یک منطقهٔ مسکونی در بنگلادش است که در ناحیه پیروج‌پور واقع شده‌است. نصرآباد ۱۹۹٫۱۴ کیلومتر مربع مساحت و ۲۰۲٬۵۲۰ نفر جمعیت دارد.